# Frère et Sœur (film)
Pour les articles homonymes, voir  Frère et Sœur.
Pour plus de détails, voir Fiche technique et Distribution.
Frère et Sœur est un film français réalisé par Arnaud Desplechin et sorti en 2022.
Le film est présenté en compétition officielle au festival de Cannes 2022.

## Synopsis
Un frère et une sœur, Louis et Alice, sont fâchés depuis 20 ans. Ils se retrouvent aux funérailles de leurs parents.

## Fiche technique
Sauf indication contraire, les informations mentionnées dans cette section peuvent être confirmées par la base de données cinématographiques IMDb,  présente dans la section « Liens externes ».
- Titre original : Frère et Sœur
- Titre international : Brother and Sister
- Réalisation : Arnaud Desplechin
- Assistants-réalisateurs : Marion Dehaene, Guillaume Bon
- Scénario : Arnaud Desplechin et Julie Peyr
- Musique : Grégoire Hetzel
- Décors : Toma Baqueni
- Costumes : Judith De Luze
- Photographie : Irina Lubtchansky
- Son : Nicolas Cantin (système sonore: Dolby 5.1)
- Montage : Laurence Briaud
- Casting : Alexandre Nazarian
- Production : Pascal Caucheteux
- Sociétés de production : Why Not Production ; coproduit par Arte
- Société de distribution : Le Pacte
- Pays de production :  France
- Langue originale : français
- Format : couleur
- Genre : drame
- Durée : 1h 48 min.
- Dates de sortie : 
  - France : 20 mai 2022 (Festival de Cannes) et en salles
  - Belgique : 1er juin 2022 (en salles)
- Sortie DVD et Blu-ray : 26 octobre 2022
- Classification :
  - France : Tous publics

## Distribution
- Marion Cotillard : Alice
- Melvil Poupaud : Louis Vuillard
- Golshifteh Farahani : Faunia Vuillard
- Patrick Timsit : Zwy
- Max Baissette de Malglaive : Joseph
- Benjamin Siksou : Fidèle
- Cosmina Stratan : Lucia
- Francis Leplay : André Borkman
- Clément Hervieu-Léger : Pierre
- Alexandre Pavloff : Simon
- Joël Cudennec : Abel Vuillard
- Nicolette Picheral : Marie-Louise Vuillard
- Claire Duburg : la jeune conductrice
- Jonathan Mallard : le journaliste
- Salif Cissé : le pharmacien
- Sipan Mouradian : Christian, le régisseur
- Jean Teixera : l'employé du crematorium
- Gilbert Gilles : le propriétaire du haras
- Victoire Waymel : Alice bébé

## Production
Arnaud Desplechin tourne pour la troisième fois avec Marion Cotillard après Comment je me suis disputé… (ma vie sexuelle) en 1996 et Les Fantômes d'Ismaël en 2017, et pour la deuxième fois avec Melvil Poupaud après Un conte de Noël en 2008.
Le tournage a lieu à Seix (Ariège) et en studio à Toulouse en octobre 2021, ainsi qu'à Roubaix et Lille en décembre 2021,
Marion Cotillard choisit d'ignorer totalement son partenaire à l'écran, Melvil Poupaud durant toute la durée du tournage,. Bien que l'acteur ne comprenne pas au départ cette distance, il l'accepte. Ce n'est qu'à la fin du tournage que Marion Cotillard s'expliquera en faisant part de sa volonté de véritablement créer ce sentiment de haine exprimée par son personnage,.

## Bande originale
La bande originale du film, composée par Grégoire Hetzel, est sortie le 4 juillet 2022.

## Sortie

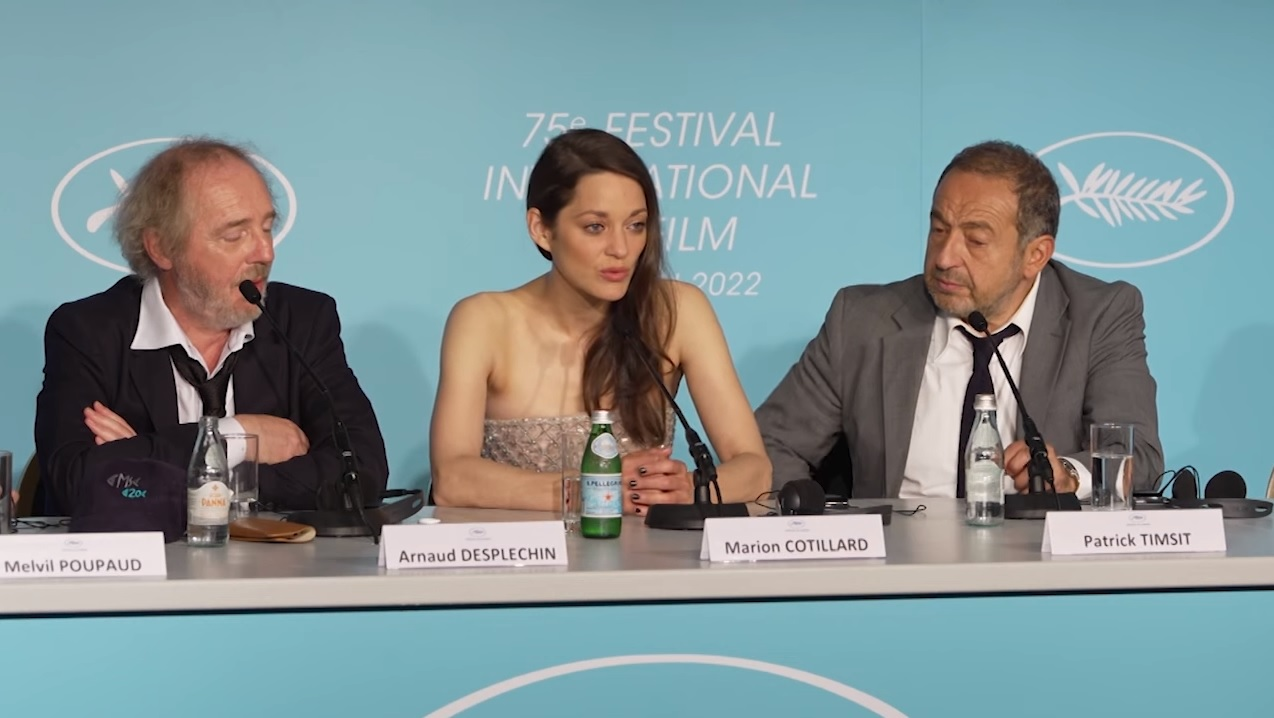
Arnaud Desplechin, Marion Cottillard et Patrick Timsit au festival de Cannes, en 2022, à l'occasion de la première du film.

Le film a fait sa première mondiale en compétition officielle au 75e Festival de Cannes le 20 mai 2022. Le distributeur Le Pacte a sorti le film en salles en France en même temps que sa première cannoise.

### DVD et Blu-ray
Le film est sorti en DVD et Blu-Ray en France le 26 octobre 2022. Les deux éditions incluent des bonus avec des scènes supprimées et une interview avec le réalisateur Arnaud Desplechin.

## Accueil

### Critique
En France, le site Allociné recense une moyenne des critiques presse de 4,1/5, à partir de l'interprétation de 25 titres de presse.
Le Figaro a attribué cinq étoiles au film, déclarant : "Cela s’appelle la grâce. Desplechin maîtrise son sujet de A jusqu’à Z. Les images sont sa langue naturelle. Il n’a pas peur des mots non plus. C’est un athlète complet du cinéma. On pensait qu’il était l’héritier de Truffaut. Il est en train de devenir notre Bergman".
Première a donné quatre étoiles au film, en disant : "Après le décevant Tromperie, Desplechin revient en grande forme avec un film où il explore les histoires d’amour/haine familiales avec une dextérité toujours aussi fascinante. Marion Cotillard y trouve un de ses plus beaux rôles".
Cahiers du Cinéma a attribué quatre étoiles au film, déclarant : "La beauté de Frère et sœur a rendu urgent notre désir de rencontrer Arnaud Desplechin".
Le site américain The Film Stage a inclus Frère et Sœur sur sa liste des "Meilleurs films non distribués de 2022", déclarant : "Frère et sœur, l'histoire d'Arnaud Desplechin sur un frère et une sœur en conflit qui rentrent dans les orbites de l'autre après que leurs parents ont eu un accident de voiture, est le genre de mélodrame intensifié qui fera rire ou ricaner certains téléspectateurs (ou une combinaison des deux). Mais si vous êtes ouvert aux caprices de réalisateur de Desplechin ou si vous vous intéressez aux relations familiales difficiles, Frère et Sœur est un effort convaincant — défiant dans sa gestion du drame conventionnel et n'ayant pas peur d'être aussi imparfait que ses personnages.

### Box-office
Lors de sa première semaine d'exploitation en France, le film se place en quatrième position du box-office et compte 73 784 entrées derrière The Northman (91 797) et devant J'adore ce que vous faites (72 462), puis 143 487 entrées en deuxième semaine. Pour sa troisième semaine d'exploitation en France, Frère et Sœur se place en dernière position du top 10 du box-office en engrangeant 46 852 entrées supplémentaires pour 190 337 entrées cumulées. Au bout de 9 semaines d'exploitation, le film cumule 235 198 entrées.
| Pays ou région | Box-office      | Date d'arrêt du box-office | Nombre de semaines |
| -------------- | --------------- | -------------------------- | ------------------ |
| France         | 235 198 entrées | 19 juillet 2022            | 9                  |
| Total mondial  | -               | -                          | -                  |

## Récompenses et distinctions

### Sélection
- Festival de Cannes 2022 : sélection officielle, en compétition
- Festival de films francophones Cinemania 2022 : sélection officielle[18]
- Festival international du film de Busan 2022 : sélection officielle[19]